# Scream (гурт)
Scream — американський панк-роковий гурт, утворений в 1981 році.

## Історія гурту
Засновниками колективу стали гітарист Франц Шталь, бас-гітарист Скітер Томпсон та барабанщик Кент Стакс. Вони вчились разом в школі в Бейліс-Кроссроудс, Вірджинія, і під впливом Вашингтонської панківської сцени в 1979 році вирішили створити власний гурт. Хлопці стали репетирувати та виступати на вечірках або шкільних концертах. В 1981 році до них долучився брат Франца Піт Шталь, і гурт нарешті отримав постійну назву — «Scream». Влітку 1982 року вони навіть вирушили в турне по США, хоча й не мали випущених синглів чи альбомів.
Згодом Scream помітив продюсер Ян Маккей та запропонував музикантам підписати контракт з вашингтонським лейблом Dischord Records. Альбом було записано в студії Ear Studio протягом трьох днів разом з Маккеєм та Доном Зінтара. Платівка Still Screaming вийшла в кінці 1982 року та отримала чудові відгуки. В 1985 році Scream видали альбом This Side Up, який фінансували самі музиканти. Першу половину продюсував учасник Bad Brains Dr. Know, а для запису другої гурт залучив другого гітариста Роберта «Гарлі» Девідсона. В 1987 році вийшов третій альбом Banging the Drum, натхнений співпрацею Scream з активістською організацією Positive Force. На той час Scream стали першим колективом Dischord, що вирушив в концертне турне по Європі. Після завершення тривалого турне місце за барабанами зайняв сімнадцятирічний Дейв Ґрол, який змінив Кента Стакса.
В 1988 році Scream змінили лейбл на Ras Records та випустили четвертий альбом No More Cencorship. Гурт ще раз з'їздив до Європи, але після повернення між музикантами стали виникати конфлікти. В 1989 році вони записали пісні для альбому Fumble, проте він так і не вийшов. Посеред турне по США Скітер зник, продавши апаратуру, щоб купити наркотики, а Дейв Ґрол приєднався до маловідомого сіетлського гурту Nirvana. Брати Піт та Франц Шталь продовжили виступи, створивши новий колектив Wool в Лос-Анджелесі.
В дев'яності роки колишні музиканти підтримували стосунки та час від часу виступали разом. В 1993 році все ж було видано записаний декількома роками раніше Fumble, після чого Ґрол навіть зумів знайти шпаринку в графіку Nirvana та поїхати в тур з Scream. В середині дев'яностих після смерті Курта Кобейна Ґрол заснував власний гурт Foo Fighters, зрештою запросивши старих знайомих з Scream: Франц Шталь певний час грав на гітарі, а Піт був концертним менеджером.
У 2009 році Scream виступили в Вашингтоні ще раз, а 2011 року записали черговий альбом Complete Control Sessions з новими піснями. У 2018 році було випущено заново зведену версію альбому No More Censorship, присвячену тридцятиріччю платівки.

## Стиль
Найбільший вплив на творчість Scream справив вашингтонський панк-рок-гурт Bad Brains. За словами Піта Шталя, спочатку він захоплювався британськими колективами на кшталт Stranglers або Buzzcocks, та слідкував за місцевою нью-вейв сценою, але «потім побачив Bad Brains і це змінило все». Проте, на відміну від багатьох недовготривалих місцевих панк-гуртів, Scream постійно прогресували, демонструючи більший вплив рок-музики та інших артистів (зокрема, Parliament-Funkadelic або Джонні Кеша). До того ж Піт Шталь намагався співати, а не просто кричати, як інші панки. На сайті Louder відзначили, що Scream відмовлялись відносити себе до якогось певного жанру, чим суттєво відрізнялись від інших колег по місцевій сцені. На другому альбомі в їх піснях з'явились елементи регі. Також вони додали другого гітариста з «хеві-металічним» минулим, і навіть раділи тому, що це дратувало деяких слухачів.
Тексти пісень Scream завжди мали суспільно-політичний характер. Музиканти гурту зростали за правління Рональда Рейґана, і у своїх піснях критикували його економічну політику та зовнішні відносини США.  В кінці вісімдесятих вони підтримували лівих, брали участь у благодійному виступі, організованому Amnesty International. Навіть після закінчення активної кар'єри музиканти наголошували, що завжди були «активістським гуртом» і що їхні тексти залишаються актуальними, хоч хто при владі — Рейґан чи Обама.

## Склад гурту
Оригінальний склад
- Пітер Шталь — вокал
- Франц Шталь — гітара
- Скітер Томпсон — бас-гітара
- Кент Стакс — барабани[5]

Інші музиканти
- Роберт Девідсон — гітара
- Дейв Ґрол — барабани[1]

## Дискографія
- 1982 — Still Screaming
- 1985 — This Side Up
- 1986 — Walking By Myself (EP)
- 1987 — Banging The Drum
- 1988 — No More Censorship
- 1990 — Mardi Gras (EP)
- 1991 — Your Choice Live
- 1992 — Fumble
- 1998 — Live At The Black Cat[2]